# Windpark Mont Crosin
Der Windpark Mount Crosin ist der grösste Windpark der Schweiz. Der Windpark steht auf dem Mont Crosin im Berner Jura und wird von BKW Energie betrieben. Er verfügt nach Abschluss des partiellen Repowerings 2016 über insgesamt 16 Windkraftanlagen unterschiedlicher Typen des dänischen Herstellers Vestas und eine Leistung von 37,2 MW. Jährlich sollen etwa 70 Mio. Kilowattstunden erzeugt werden; 2017 wurden 74 Mio. Kilowattstunden erreicht.

## Geschichte
Die ersten drei Turbinen des Typs Vestas V44 mit 600 kW wurden 1996 errichtet, 1998 folgte eine weitere V47 mit 650 kW. 2001 wurden zwei V52 mit je 850 kW ergänzt und 2004 schliesslich zwei weitere V66 mit je 1,75 MW.
Eine grosse Erweiterung fand 2010 statt, als acht V90 installiert wurden. Diese haben eine Leistung von je 2 Megawatt. Die Gondel befindet sich bei diesen Turbinen 95 Meter über dem Boden; die einzelnen Rotorblätter haben eine Länge von 45 Metern. Die Turbinen beginnen ab einer Windgeschwindigkeit von circa 7 km/h zu drehen und produzieren ab 14 km/h Strom. Die Drehzahl ist variabel und liegt abhängig von der Windgeschwindigkeit bei 9 bis 15 Umdrehungen pro Minute.

### Repowering
2013 und 2016 fanden Teil-Repoweringmassnahmen statt, infolgedessen 2013 vier ältere Anlagen abgebaut und durch vier neue V90 ersetzt wurden. Diese sind baugleich zu den 2010 installierten Anlagen. Beim Repowering 2016 wurden die jeweils zwei V52 und V66 ebenfalls abgebaut und stattdessen vier neue Anlagen des Typs V112 mit einer Nennleistung von je 3,3 MW errichtet. Diese Ausbaustufe ging bis Ende September 2016 in Betrieb. Das Repowering erhöhen das Regelarbeitsvermögen um 20 GWh.
Die abgebauten Anlagen, die nach teils nur sechsjährigem Betrieb das Ende ihrer Betriebszeit noch nicht erreicht haben, sollen wie bereits die 2013 abgebauten Anlagen an neue Betreiber verkauft werden und an anderen Standorten in Belarus und Kasachstan weiterbetrieben werden.

## Betrieb
Der Windpark wird von der Juvent SA betrieben. An dieser hält BKW Energie 60 % der Anteile.

### Stromproduktion
Die Jahreserträge stiegen durch die zahlreichen Repowering-Maßnahmen stark an. Im Jahr 1997 wurden etwa 1,8 Mio. Kilowattstunden erzeugt, 2002 waren es bereits 5,2 Mio. Von 2010 mit 16,7 Mio. kWh bis 2014 mit 50,5 Mio. kWh wuchs die Stromproduktion sehr stark. Das Regelarbeitsvermögen liegt bei etwa 70 Mio. kWh. Das entspricht einem Kapazitätsfaktor von 21,5 % bzw. einer Jahresmittelleistung von 8 MW. 
Dies entspricht dem jährlichen Stromverbrauch von ca. 15'000 (nach anderen Angaben 20'000) Haushalten.

## Windkraftanlagen
Die folgende Tabelle zeigt die gebauten Windkraftanlagen und ihre Kennzahlen:
| Anlagentyp (Vestas) | V44  | V47  | V52  | V66  | V90  | V90  | V112 |
| ------------------- | ---- | ---- | ---- | ---- | ---- | ---- | ---- |
| Anzahl              | 3    | 1    | 2    | 2    | 8    | 4    | 4    |
| Nabenhöhe [m]       | 45   | 45   | 50   | 67   | 95   | 95   | 94   |
| Leistung [kW]       | 600  | 660  | 850  | 1750 | 2000 | 2000 | 3300 |
| Baujahr             | 1996 | 1998 | 2001 | 2004 | 2010 | 2013 | 2016 |
| Abbruchjahr         | 2013 | 2013 | 2016 | 2016 | -    | -    | -    |